# Rapsòdies romaneses
Les dues Rapsòdies romaneses, op. 11, per a orquestra, són les composicions més conegudes de George Enescu. Les va escriure el 1901 i es van representar per primera vegada juntes el 1903. Les dues rapsòdies, i particularment la primera, han ocupat durant molt de temps un lloc permanent al repertori de totes les orquestres importants. Empren elements de la música lăutărească, ritmes romanesos vius i un aire d’espontaneïtat. Presenten coloració modal exòtica, amb algunes escales que presenten terceres, sisenes o setenes "mòbils", creant una atmosfera major/menor canviant, una de les característiques de la música romanesa. També incorporen algun material trobat en els esborranys posteriors de Poème roumaine d'Enescu, op. 1. Enescu la va acabar el 14 d'agost de 1901, quan encara tenia només dinou anys.
A Catalunya es va estrenar el 10 d'octubre de 1920 per l'Orquestra Pau Casals al Palau de la Música de Barcelona.

## Història

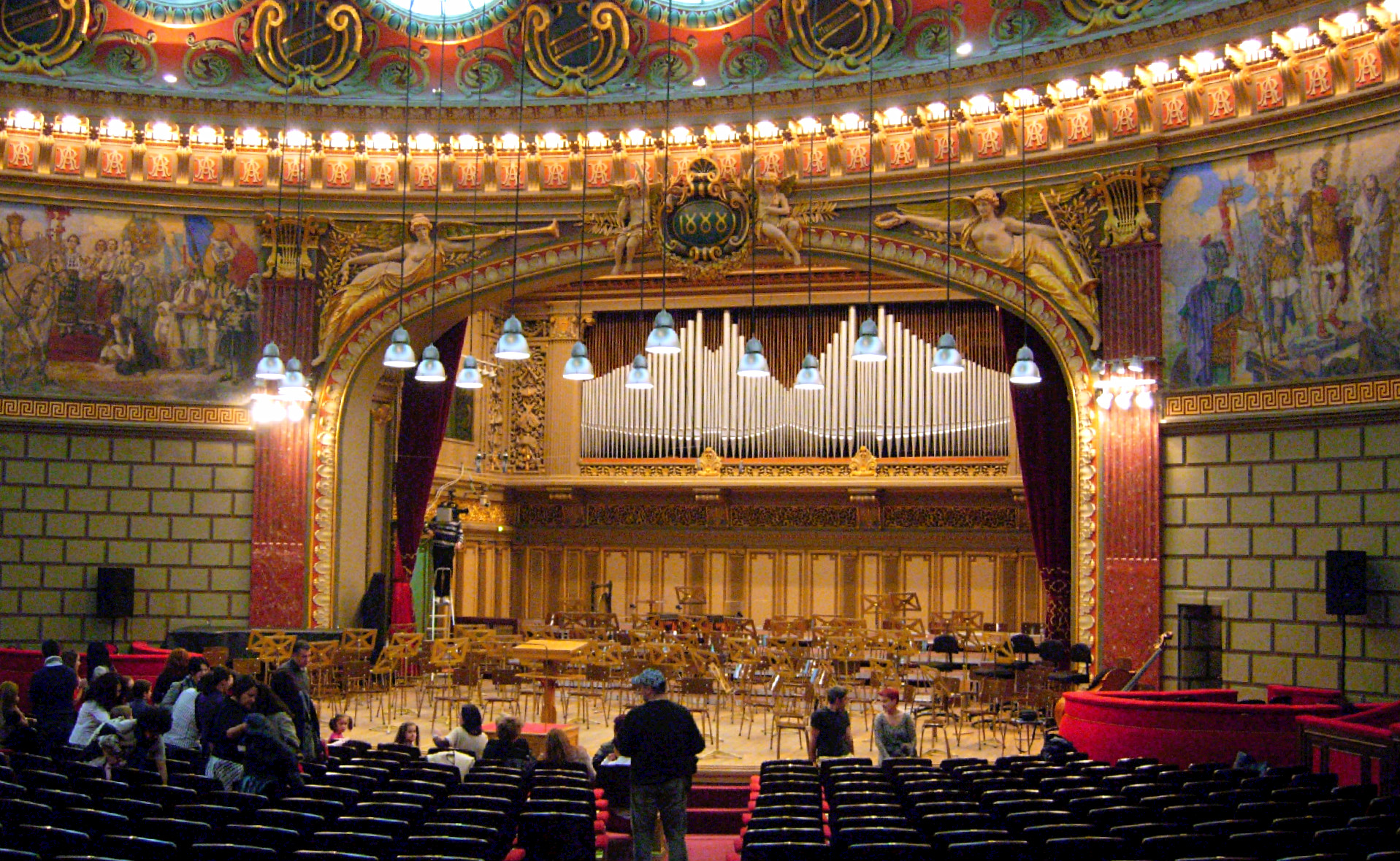
L'escenari de l’Ateneu de Bucarest

Les dues Rapsòdies romaneses es van compondre a París i es van estrenar juntes en un concert a l'Ateneu Romanès de Bucarest, que també va incloure l'estrena mundial de la Primera Suite per a orquestra d'Enescu, op. 9 (1903). El compositor va dirigir les tres seves pròpies obres, precedides per l’obertura de Les Francs-juges de Berlioz i la Simfonia núm. 1 de Schumann, ambdues dirigides per Eduard Wachmann. El concert va tenir lloc el 23 de febrer de 1903 (segons el calendari julià que s'utilitzava a Romania en aquella època; 8 de març de 1903 gregorià). La segona rapsòdia es va tocar primer, i Enescu va mantenir aquest ordre d’actuació al llarg de la seva vida.

## Rapsòdia núm. 1 en la major
La Rapsòdia núm. 1 en la major està dedicada al compositor i pedagog Bernard Crocé-Spinelli (company d'estudis d'Enescu a la classe de contrapunt d'André Gedalge i és el més conegut de les dues rapsòdies. L'essència d’aquesta rapsòdia és el ball.
Segons la partitura publicada, la instrumentació és: 3 flautes (tercera doblant amb flautí), 2 oboès, corn anglès, 2 clarinets en la la, 2 fagots, 4 trompes, 2 trompetes en do, 2 cornetes en la, 3 trombons, tuba, 3 timbals, triangle, tambor, plats, arpa, violins I i II, violes, violoncel, contrabaixos.

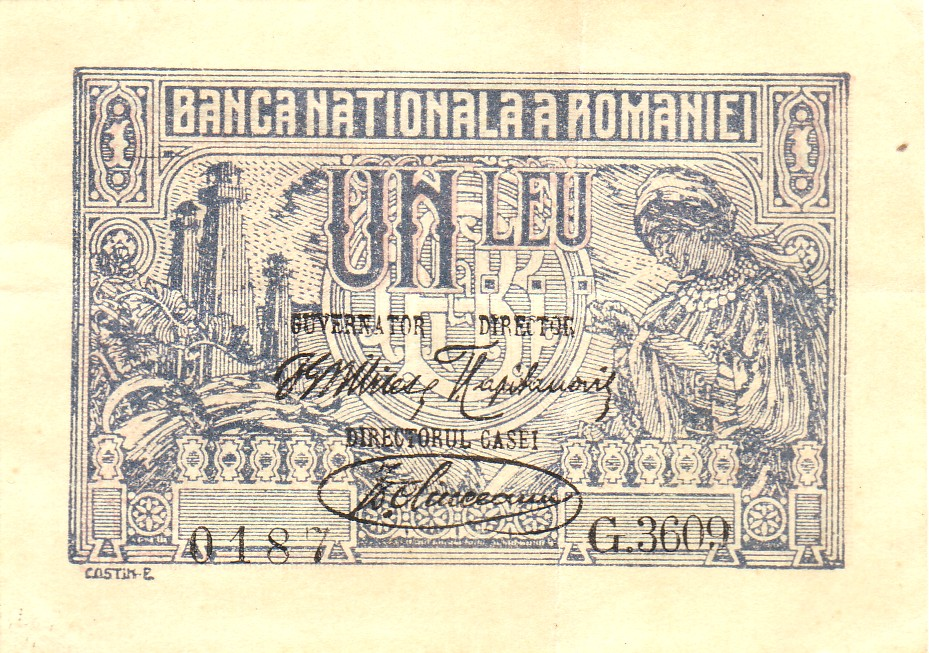
Bitllet bancari d’un leu (1920)

La primera rapsòdia és exuberant i extravertida. Comença citant la cançó popular "Am un leu și vreau să-l beau" (traduïda normalment com "Vull gastar els meus diners en beguda" o "Tinc una moneda i vull beure" o, més literalment, "tinc un leu i el vull beure "), que toquen oboès i clarinets. La melodia la va tocar el violinista gitano Lae Chioru (Nicolae Filip), de qui Enescu va tenir les seves primeres lliçons de violí a l'edat de quatre anys, però hi ha dubtes de si Enescu ho va recordar de Chioru, ja que melodia havia estat en circulació en diverses col·leccions impreses ja el 1848 (grafia alternativa: "Am un leu și vreau să-l beu"), que Enescu hauria pogut consultar. Aviat es reemplaça per una melodia més lenta introduïda per primera vegada als violins. A mesura que avança l'obra, aquesta melodia es fa més ràpida i més viva fins a arribar al clímax en una vibrant dansa popular.
Enescu va dirigir la Primera Rapsòdia en el que va demostrar ser el seu concert de comiat de Nova York amb membres de la Filharmònica de Nova York el 21 de gener de 1950. El concert es va presentar com a commemoració del seu 60è any com a artista i en ell va aparèixer com a violinista juntament amb Yehudi Menuhin al Concert per a dos violins de Bach, com a pianista a la seva pròpia Sonata núm. 3 per a violí i piano (també amb Menuhin), i com a director de la seva Suite núm. 2 per a Orquestra, op. 20, i la Rapsòdia, que va concloure el programa.

## Rapsòdia núm. 2 en re major
La Segona Rapsòdia, com la primera, es va completar el 1901, però és més interior i reflexiva. El seu caràcter essencial no és la dansa, sinó la cançó. Es basa en la popular balada del segle xix "Pe o stîncă neagră, într-un vechi castel" ("Sobre una roca fosca, en un antic castell") que, com la melodia inicial de la primera rapsòdia, Enescu pot haver après del lăutar Chioru, encara que hi ha un altre dubte sobre si Enescu la va recordar realment de Chioru. Després d'un desenvolupament que culmina amb una presentació canònica, a aquest tema s'uneix una melodia de ball, "Sîrba lui Pompieru" (" Sîrba del bomber"), seguida poc després per la segona meitat d'una cançó popular, "Văleu, lupu mă mănîncă" ("Ai, estic devorat per un llop!"), que es tractada en cànon. Cap al final hi ha un breu moment d’animació, que recorda l'esperit del country lăutari, però l’obra acaba tranquil·lament.
A diferència de la Primera Rapsòdia, no hi ha cap controvèrsia sobre la partitura de la Segona, que seria: 3 flautes, 2 oboès, corn anglès, 2 clarinets en la, 2 fagots, 4 trompes, 2 trompetes en do, 3 trombons, 2 timbals, plateret, 2 arpes, primers violins, segons violins, violes, violoncel i contrabaixos.

## Tercera Rapsòdia
A la Fira Mundial de Nova York, el 8 de maig de 1939 Enescu va dirigir un programa de composicions romaneses, que incloïa la seva segona rapsòdia romanesa. La nota del programa anònima deia:
Tot i que fonts posteriors han fet referència ocasionalment a aquesta "Tercera Rapsòdia", no sembla que existís mai.

## Llegat
Malgrat la seva popularitat, les dues Rapsòdies romaneses van demostrar ser "una càrrega per Enescu: més tard en la seva vida es va ressentir amargament de la manera com havien dominat i va reduir la seva reputació com a compositor". Ell mateix va gravar cadascuna de les rapsòdies tres vegades, però va veure les peticions de més enregistraments com "un grosse affaire commerciale".
Ambdues rapsòdies han rebut desenes d'enregistraments d'altres directors i orquestres.